# Saar-Mobil
Die Saar-Mobil GmbH & Co. KG mit Sitz in Püttlingen ist ein Verkehrsunternehmen des Öffentlichen Personennahverkehrs. Sie ist dabei in den Saarländischen Verkehrsverbund (SaarVV) integriert.

## Geschichte
Saar-Mobil wurde 2014 durch die fünf saarländischen Busunternehmen Aloys Baron GmbH, Gassert Reisen GmbH, Geschwister Bur Reisen GmbH, Lay Reisen on Tour GmbH und Marianne Feld GmbH gegründet. Der Zusammenschluss erfolgte vor dem Hintergrund in absehbarer Zeit anstehender Ausschreibungen von ÖPNV-Leistungen in mehreren saarländischen Regionen. Die Gesellschaften gingen davon aus, dass sie als einzelne Unternehmen zu klein seien, um die ausgeschriebenen Linienbündel alleine bedienen zu können.
2015 gewann Saar-Mobil im Rahmen von zwei Ausschreibungen mehrere Linienbündel in den Landkreisen St. Wendel und Saarpfalz-Kreis, die vorher vom Unternehmen Saar-Pfalz-Bus bedient wurden.
Im Jahr 2023 übernahm Saar-Mobil im Rahmen einer Notvergabe das Linienbündel Süd im Saarpfalz-Kreis, welches unter anderem die Biosphärenbus-Linie 501 und die PlusBus-Linie R14 enthält.

## Linien
Im Landkreis St. Wendel betreibt Saar-Mobil alle 3 Linienbündel, im Saarpfalz-Kreis die Linienbündel Nord, West und Süd.
Im Regionalverband Saarbrücken betreibt Saar-Mobil die Linien 132, 142, 146, AST 148, 149 und 173.